# Fembøring

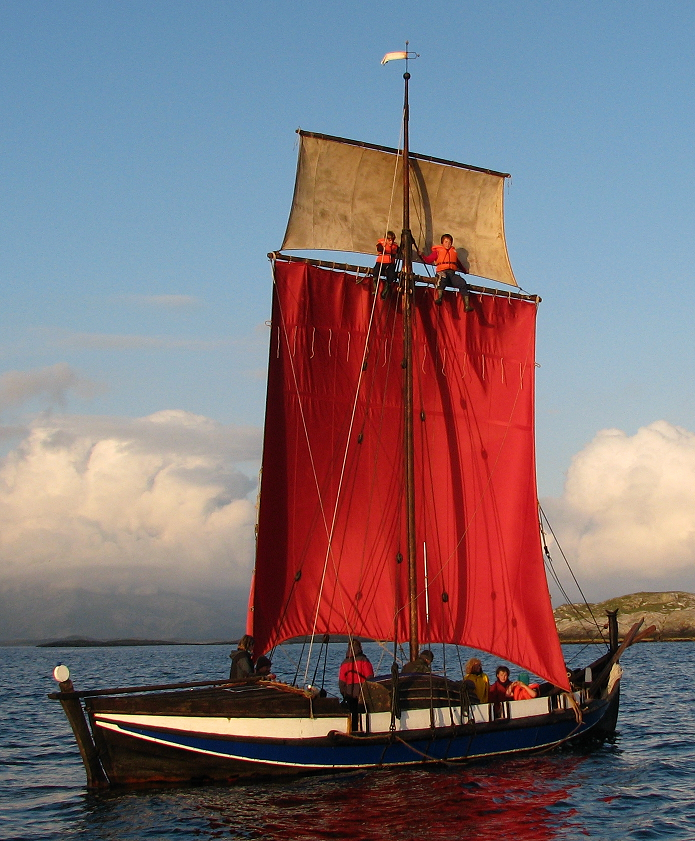
Fembøring traditionnel norvégien, type d'Åfjord, à Kvitvær (Lurøy, Nordland, Norvège)

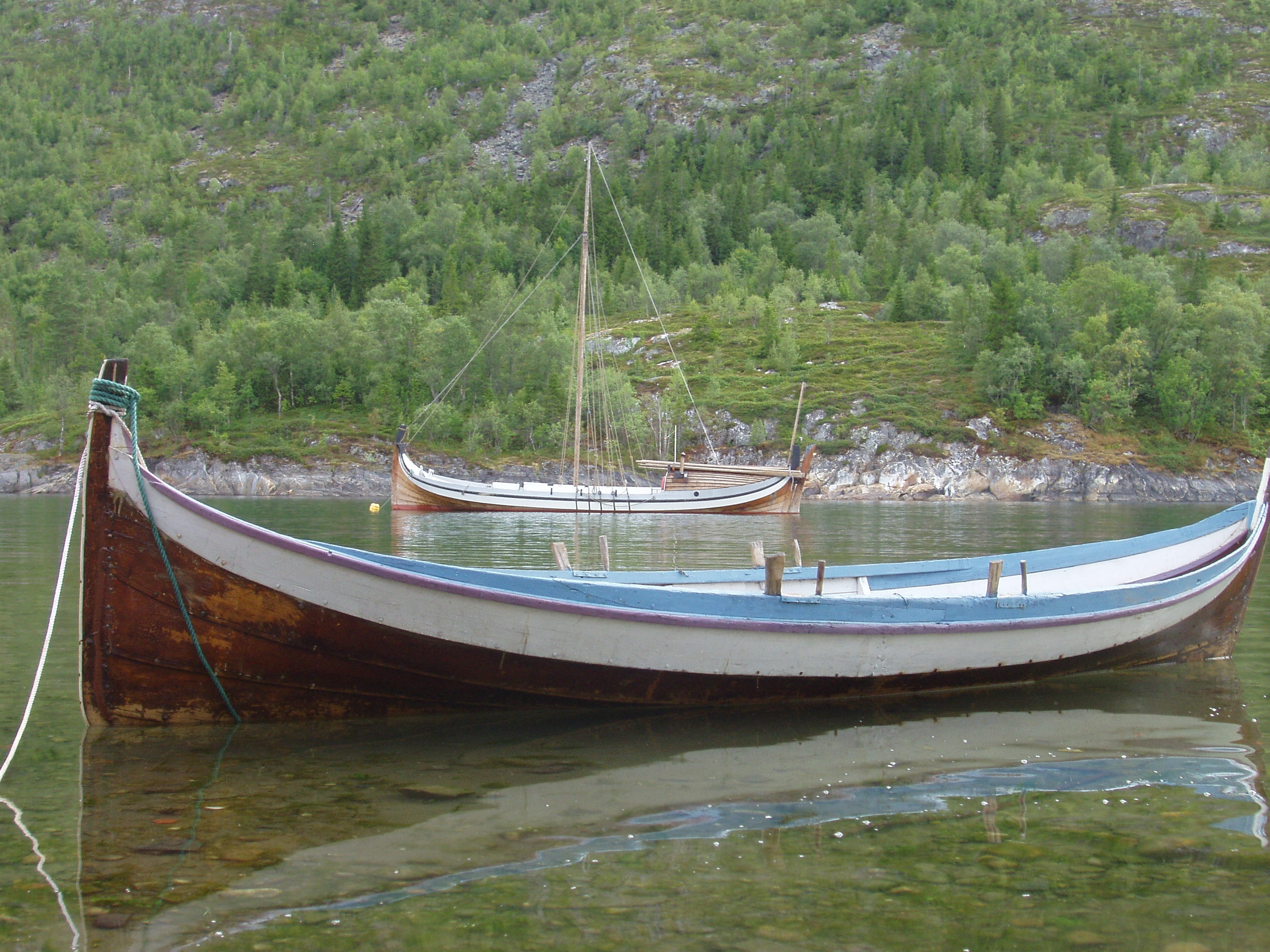
Bateau fembøring, type de Nordland, sur le Vefsna.

Un fembøring est un type de bateau traditionnel norvégien en bois, le plus grand des types de bateaux de Nordland et Åfjord, muni de rames et d'une à deux voiles carrées sur un seul mât. 
La coque, ouverte, est construite en bordage à clin. Les proportions et l'apparence sont similaires à celles de bateaux plus petits du type (comme les faerings). Les fembørings mesurent de 10 à 15 m et sont traditionnellement construits en épicéa ou en pin.
Ils étaient utilisés principalement pour la pêche, mais aussi pour le transport de marchandises. Ils étaient lourds à ramer et étaient généralement conduits à la voile.